# Adriana Medveďová
Adriana Medveďová (n. 11 iulie 1992, Banská Bystrica) este o handbalistă slovacă ce joacă pentru clubul spaniol CB Salud Tenerife. Handbalista, care evoluează pe postul de portar, este și componentă a echipei naționale a Slovaciei.
Anterior, Medveďová a jucat un sezon pentru HC Dunărea Brăila, și un sezon pentru CS Minaur Baia Mare.

## Palmares
- Liga 1 Slovacă de Handbal:
  -  Medalie de aur: 2012, 2013, 2014, 2016, 2017

- Cupa Slovaciei:
  - Finalistă: 2013, 2014, 2016, 2017

- Liga MOL slovaco-cehă:
  -  Medalie de aur: 2014, 2016, 2017
  -  Medalie de argint: 2013

- Cupa EHF:
  - Șaisprezecimi: 2014, 2016